# Gustave Garrigou
Gustave Garrigou (Vabres-l'Abbaye, 24 settembre 1884 – Esbly, 28 gennaio 1963) è stato un ciclista su strada francese.
Professionista dal 1907 al 1914, vinse il Giro di Lombardia, la Milano-Sanremo e il Tour de France.

## Carriera
Pioniere del ciclismo, fu campione di Francia nel 1907 e 1908. Specializzatosi in gare su strada, deve gran parte della sua popolarità alla continuità delle sue affermazioni sportive.
Riuscì ad imporsi in carriera sia in corse a tappe sia in gare in linea: il Tour de France lo vide trionfare nel 1911. A quei tempi la classifica finale delle tappe era a punti e non a tempo come oggi, inoltre erano già stati inserite le prime tappe di montagna sui Pirenei e sulle Alpi.
Le sue otto partecipazioni alla Grande Boucle lo videro sempre classificato nei primi dieci arrivati.
Nel 1911 vinse anche la Milano-Sanremo.
Lo scoppio della Grande guerra nel 1914 pose fine alla sua carriera, nonostante avesse da poco compiuto 30 anni.
Morì il 28 gennaio del 1963 all'età di 78 anni.

## Palmarès
- 1907

Paris-Bruxelles
Campionati francesi, Prova in linea
10ª tappa Tour de France (Bayonne > Bordeaux)
12ª tappa Tour de France (Nantes > Brest)
Giro di Lombardia
- 1908

Campionati francesi, Prova in linea
2ª tappa Tour de Belgique (Anversa > Ostenda)
3ª tappa Tour de Belgique (Ostenda > Roubaix)
- 1909

12ª tappa Tour de France (Nantes > Brest)
- 1910

Circuito Bresciano
13ª tappa Tour de France (Nantes > Brest)
- 1911

Milano-Sanremo
1ª tappa Tour de France (Parigi > Dunkerque)
13ª tappa Tour de France (Brest > Cherbourg)
Classifica generale Tour de France
- 1913

8ª tappa Tour de France (Perpignano > Aix-en-Provence)
- 1914

11ª tappa Tour de France (Grenoble > Ginevra)

## Piazzamenti

### Grandi Giri
- Tour de France

1907: 2º
1908: 4º
1909: 2º
1910: 3º
1911: vincitore
1912: 3º
1913: 2º
1914: 5º

### Classiche monumento
- Milano-Sanremo

1907: 2º
1911: vincitore
1912: 2º
1913: 9º
- Parigi-Roubaix

1907: 4º
1908: 8º
1909: 7º
1910: 9º
1911: 4º
1912: 2º
- Giro di Lombardia

1907: vincitore
1909: 6º

## Riconoscimenti
- Inserito tra le Gloire du sport